# Hôtel de Marigny
Pour les articles homonymes, voir Marigny.
L'hôtel de Marigny est un hôtel particulier parisien du XIXe siècle, situé avenue de Marigny dans le 8e arrondissement, à proximité du palais de l'Élysée.

## Localisation
Il est situé au 23, avenue de Marigny, dans le 8e arrondissement de Paris.
Ce site est desservi par les stations de métro Concorde et Champs-Élysées - Clemenceau et à proximité de la gare des Invalides sur la ligne C du RER.

## Description
Situé le long de l’avenue de Marigny dont il est séparé par un portail imposant, l'édifice se présente comme une grande demeure d’inspiration classique avec un corps de logis encadré de pavillons saillants, et d’une aile en retour. L’avant-corps du logis sur cour comprend une entrée surmontée par quatre colonnes corinthiennes encadrant une baie et deux niches, supportant un fronton triangulaire.
Les initiales « RF », visibles dans toutes les pièces de cet hôtel particulier, propriété de l'État français, ne signifient pas « République française » mais « Rothschild Frères », ceux-ci étant les premiers propriétaires du lieu.

## Histoire

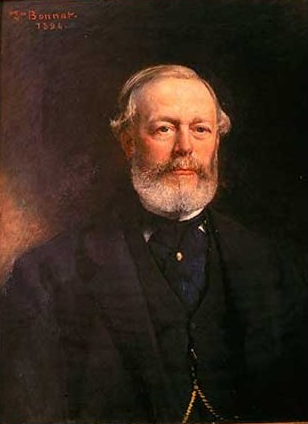
Gustave de Rothschild.

L'hôtel particulier est construit en 1873 par l'architecte Alfred-Philibert Aldrophe et décoré par Albert Claude Philippe Cruchet, fils de Michel-Victor Cruchet, pour le baron Gustave de Rothschild.
Propriété de l'État depuis son rachat en 1972 à la famille Rothschild (sous la présidence de Georges Pompidou), l'hôtel de Marigny sert de résidence aux hôtes étrangers du président de la République, qui logeaient depuis 1959 au Grand Trianon après que le président Charles de Gaulle eut transformé les appartements de réception du premier étage du palais de l'Élysée en bureaux.
En visite officielle auprès du président Valéry Giscard d'Estaing en 1978, le président roumain Nicolae Ceaușescu, accompagné de son épouse, avait procédé à un vol de mobilier et de certains ornements intérieurs de Marigny. Le butin emporté par le chef d'État roumain fut, à l'époque, estimé à plusieurs millions de francs français.
En décembre 2007, lors de la visite diplomatique du chef d'État libyen Mouammar Kadhafi qui vient pour signer 10 milliards d'euros de contrats avec la France, ce dernier installe sa tente dans le parc de l'hôtel où il réside, ce qui provoque une controverse.
Ce bâtiment fait l'objet d'un classement au titre des monuments historiques depuis le 2 août 1992.